# Clemens Cerrini de Monte Varchi

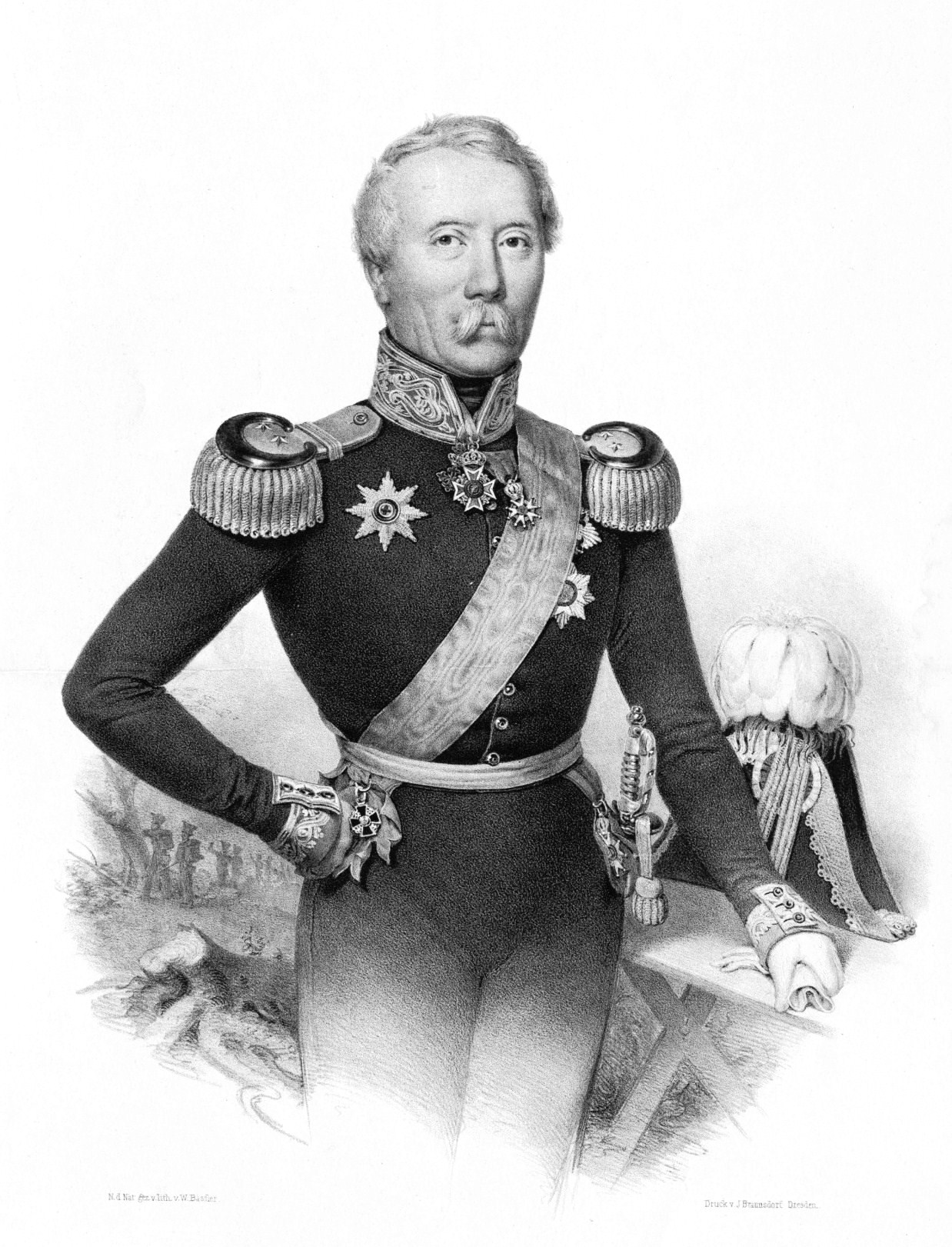
Clemens Cerrini de Monte Varchi

Clemens Franziscus Xaverius Freiherr Cerrini de Monte Varchi (* 16. Dezember 1785 in Luckau; † 5. Juni 1852 in Pillnitz) war ein sächsischer Generalleutnant sowie Oberkommandeur der Sächsischen Armee.

## Leben

### Herkunft
Clemens entstammte dem alten florentinischen Adelsgeschlecht der Cerrini de Monte Varchi, aus welcher eine gräfliche Linie in Österreich und eine freiherrliche in Sachsen hervorging. Seine Eltern waren Clemens Cerrini de Monte Varchi und dessen Ehefrau Augustine, geborene von Polenz aus dem Hause Bestow.
Er war ein Neffe des 1823 verstorbenen Sächsischen Generalleutnants und Kriegsministers Heinrich Cerrini de Monte Varchi und des 1809 verstorbenen Kaiserlich-Königlich Österreich-Ungarischen Feldmarschallleutnants Joseph Cerrini de Monte Varchi, sowie ein Vetter des 1840 verstorbenen Generalmajors Karl Cerrini de Monte Varchi.

### Militärkarriere
Da sein Vater über zu wenig Geld verfügte, kam er in eine Erziehungsanstalt in Annaburg. 1799 holte ihn sein Onkel Heinrich zu sich und so kam er am 28. April 1799 in das sächsische Kadettenkorps. Dort stieg er bis Ende August 1804 zum Gefreitenkorporal auf und trat am 8. November 1805 als Leutnant im 2. Linien-Infanterie-Regiment der Sächsischen Armee ein. Während der Schlacht bei Jena und Auerstedt wurde 1806 gefangen genommen und verbrachte kurze Zeit in französischer Kriegsgefangenschaft.
In der Folge war er als sächsischer Offizier in den französischen Garnisonen in Warschau und Danzig stationiert. Als solcher nahm Cerrini am französischen Russlandfeldzug teil. Er wurde am 4. Dezember 1812 Major und Generalstabsoffizier. Für sein vorbildliches Verhalten bei Podobna und Pruszany wurde er am 8. März 1813 mit dem Ritterkreuz des Militär-St.-Heinrichs-Ordens beliehen. Während des Feldzuges 1813 war er des Öfteren dem General Jean-Louis-Ebenezer Reynier unterstellt und am 16. Juni 1813 in die französische Ehrenlegion aufgenommen. 1813 wurde er zum Chef des Generalstabs der sächsischen Division bei Napoleons Rückzugsgefechten in Schlesien ernannt.
Im Jahre 1814 war er in den Niederlanden Kommandant des Hauptquartiers des Herzogs von Weimar. 1815 wurde Cerrini Adjutant des Herzogs von Coburg.
Ab 1816 militärischer Erzieher der Prinzen Friedrich August, Clemens und Johann wurde er 1819 Adjutant von Prinz Friedrich August. Am 27. Oktober 1823 wurde er zum Oberstleutnant befördert und am 19. Februar 1828 zum Oberst. Nach der Ernennung zum Generalmajor am 30. Juli 1830 Generalstabschef des Kommandierenden Generals Prinz Friedrich August. Am 1. Januar 1832 übernahm er das Generalkommando der Armee und wurde gleichzeitig zum Generalleutnant befördert.
Von 1832 bis 1849 war Cerrini Kommandierender General des sächsischen Kontingentes. Nach der Herbstübung wurde er am 30. September 1843 für seine gute Führung sowie der in den Feldzügen von 1806 und 1812/15 geleisteten tapferen Dienste mit dem Komturkreuz II. Klasse des Militär-St.-Heinrichs-Ordens beliehen. Am 1. Juni 1849 schied er aus dem Dienst aus.

### Familie
Cerrini heiratete am 18. Februar 1816 Karoline von Berlepsch (1796–1845). Das Paar hatte mehrere Kinder:
- Maria (* 1817), Hofdame der Prinzessin Amalie von Sachsen
- Maximilian (* 1818)
- Emil Hermann (* 21. März 1822; † 22. Dezember 1888) ⚭ 1849 Wilhelmine von Hohenthal (* 27. August 1829), Tochter des Peter Wilhelm von Hohenthal[4]
- Maria Anna (* 1823) ⚭ 1854 Karl Serre, Herr auf Nieder-Gersdorf[5]
- Caroline (* 1826), Hofdame der Prinzessin Auguste von Sachsen
- Anton Maria (1829–1906), sächsischer Generalleutnant
- Karl Mariotto (* 17. November 1831; † 2. März 1889)[6] ⚭ 1862 Anna von Eynard (1833–1908) verwitwete von Schwerdtner
- Augustina (* 1833)
- Johann (* 1835)
- Karl Angelo (* 25. September 1837; † 14. Juli 1866), gefallen als k.k. Oberleutnant des Regiments Wernhardt im Gefecht bei Aschaffenburg[7]

### Schriften
Im Jahre 1821 verfasste er eine Schrift mit dem Titel Die Feldzüge der Sachsen 1812 und 1813. Digitalisat